# توماس أو. أوسبورن
توماس أو. أوسبورن (بالإنجليزية: Thomas O. Osborn)‏ هو دبلوماسي وضابط ومحامي أمريكي، ولد في 11 أغسطس 1832 في مقاطعة ليكنغ في الولايات المتحدة، وتوفي في 27 مارس 1904 في واشنطن العاصمة في الولايات المتحدة.